# Ковыль родственный
Ковыль родственный (лат. Stipa consanguinea)  — вид травянистых растений рода Ковыль (Stipa) семейства Злаки (Poaceae).

## Ботаническое описание
Многолетнее травянистое растение, образующее плотную дерновину. Стебли высотой 15—50 см, прямые либо коленчато-изогнутые.
Листья щетиновидные, диаметром 0,3—0,8 мм, серовато-зелёного цвета. Лигулы вегетативных листьев 1—3 мм длиной, стеблевых  — 1—1,5 мм длиной.
Соцветие  — сжатая метёлка длиной 6—8 см. Колосковые чешуи длиной 1,5—2,5 мм, ланцетовидные, заострённые, лилового цвета, с беловатой каймой. Нижние цветковые чешуи 8,5—10 мм, с волосками и коронкой у основания ости. Ости 8—10 см длиной, коленчато-изогнутые, фиолетового цвета. Цветёт в мае — июне, плодоносит в июле — августе.
Плоды разносятся ветром и животными.

## Экология и распространение
Ксерофит. Обитает в степях, каменистых склонах, галечниках на высоте 1800—2200 метров над уровнем моря.
Эндемик Алтая. Известны редкие находки вида в горах Западного Китая и Монголии.

## Охранный статус
Занесён в Красные книги России и Республики Алтай. Исчезает в связи с узкой экологической амплитудой и выпасом скота в местах своего произрастания.